# Libellago aurantiaca
Libellago aurantiaca – gatunek ważki z rodziny Chlorocyphidae.